# Пуласкі (округ, Джорджія)
Шаблон:StateAbbr_ 32°14′ пн. ш. 83°28′ зх. д. / 32.24° пн. ш. 83.47° зх. д.
Округ Пуласкі (англ. Pulaski County) — округ (графство) у штаті Джорджія, США. Ідентифікатор округу 13235.

## Історія
Округ утворений 1808 року.

## Демографія
За даними перепису
2000 року
загальне населення округу становило 9588 осіб, зокрема міського населення було 3957, а сільського — 5631.
Серед мешканців округу чоловіків було 4081, а жінок — 5507. В окрузі було 3407 домогосподарств, 2339 родин, які мешкали в 3944 будинках.
Середній розмір родини становив 3,04.
Віковий розподіл населення поданий у таблиці:
| Стать    | До 15 років | 15-21 | 22-29 | 30-39 | 40-49 | 50-65 | 65-85 | Понад 85 |
| -------- | ----------- | ----- | ----- | ----- | ----- | ----- | ----- | -------- |
| Чоловіки | 952         | 435   | 380   | 529   | 598   | 715   | 423   | 49       |
| Жінки    | 876         | 487   | 662   | 986   | 862   | 834   | 672   | 128      |

## Суміжні округи
- Блеклі — північний схід
- Додж — схід
- Вілкокс — південь
- Дулі — захід
- Х'юстон — північний захід

## Виноски
1. ↑  U.S. Decennial Census. United States Census Bureau. Процитовано 25 червня 2014.
2. ↑  Historical Census Browser. University of Virginia Library. Архів оригіналу за 11 серпня 2012. Процитовано 25 червня 2014.
3. ↑  Population of Counties by Decennial Census: 1900 to 1990. United States Census Bureau. Процитовано 25 червня 2014.
4. ↑  Census 2000 PHC-T-4. Ranking Tables for Counties: 1990 and 2000 (PDF). United States Census Bureau. Процитовано 25 червня 2014.
5. ↑  State & County QuickFacts. United States Census Bureau. Архів оригіналу за 5 грудня 2015. Процитовано 18 лютого 2014.(англ.) Наведено за англійською вікіпедією.
6. ↑  American FactFinder. Бюро перепису населення США. Архів оригіналу за 26 лютого 2012. Процитовано 31 січня 2008.

| США | Це незавершена стаття з географії США. Ви можете допомогти проєкту, виправивши або дописавши її. |